# Буський район
Бу́ський райо́н — колишній район України на північному сході Львівської області. Районний та адміністративний центр — місто районного значення Буськ (старовинна назва Бужськ). Знаходиться за 51 км від м. Львова, уздовж сучасної автостради E40 (Київ-Чоп). Населення становить 46 244 особи (на 1 січня 2019). Площа району 856 км². 83 населених пункти (1 місто, 2 селища, 80 сіл) входять до складу міської (Буської), двох селищних (Красненської, Олеської) та 24 сільських рад.

## Історія
17 січня 1940 року утворено Буський район.
У 1959 році до Буського району включені частини території ліквідованих Красненського району і Новомилятинського районів.
У 1962 році до складу району увійшов Олеський район. Так, у 1963 р. район був ліквідований. У кінці 1966 р. Буський район почав заново функціонувати.

### Історія Буська
Про Буськ як першу письмову згадку йдеться у літописній оповіді «Повість временних літ» (1097 р.). Місто згадується як таке, що вже існувало. Від цього часу і до кінця ХІІ ст. місто перебувало в руках різних господарів. У ХІІІ ст. добре укріплене місто-фортеця Буськ відіграло роль форпосту на рубежах Волинського, а згодом і Галицько-Волинського князівства.
У другій половині XIV ст. місто, як і вся Галицька земля, опинилося під владою Польщі. На початку XV ст. воно стало важливим торговельним і ремісничим центром. Уже в 1411 р. Буськ одним із перших у Галичині отримав Магдебурзьке право. Невід'ємним атрибутом міського самоуправління став герб міста, на якому зображено бузька (лелеку). Цей птах був найпопулярніший, і тому почав символізувати цей край.
Будучи розміщеним неподалік Чорного шляху, яким татари здійснювали грабіжницькі напади на Україну, Буськ почав зростати як оборонний центр уже з другої половини XV ст.
Вигідне розташування значною мірою сприяло швидкому його відродженню. У 1539—1641 рр. з'явилась перша папірня, на папері якої надруковано «Острозьку Біблію» (1581 р.) Івана Федоровича (Федорова). У 1746 р. вже діяв цех різників, засновано було цех ткачів. У наступному столітті — цехи кушпірський, кравецький, пивоварний. Культурно-національному відродженню сприяло Буське Миколаївське братство, яке виступало проти обмежень польських феодалів. У 1772 р., після першого поділу Польщі, Буськ опинився під владою Австрії, під якою перебував аж до розпаду Австро-Угорської Імперії в 1918 р.
З 1919 по 1939 Буськ, як і вся Західна Україна, перебував під владою Польщі. У вересні 1939 р. місто стало радянським, органи влади націоналізували підприємства, конфіскували поміщицькі землі. 1 липня 1941 р. місто захопили німецькі війська, які завдали Буську великих збитків. 18 липня 1944 р. радянські війська знову увійшли в Буськ. Почалась відбудова зруйнованого міста. Водночас репресії і арешти тих, хто підтримував визвольну боротьбу УПА.
У повоєнні роки адміністративний статус Буська сприяв (хоч і незначному) його розвитку.

## Адміністративний устрій
Адміністративно-територіальний устрій Буського району охоплював 1 міську раду, 2 селищні ради та 24 сільські ради, що об'єднували 93 населені пункти і підпорядковані були Буській районній раді. Адміністративним центром — місто Буськ.

## Населення
Розподіл населення за віком та статтю (2001)
| Стать | Всього | До 15 років | 15-24 | 25-44 | 45-64 | 65-85 | Понад 85 |
| --- | ------ | ----------- | ----- | ----- | ----- | ----- | -------- |
| Чоловіки | 23 681 | 5061        | 3638  | 7348  | 4692  | 2795  | 147      |
| Жінки | 27 188 | 4876        | 3590  | 6872  | 5724  | 5619  | 507      |
| \| Статево-вікова піраміда \| Статево-вікова піраміда \| Статево-вікова піраміда \| \| ----------------------- \| ----------------------- \| ----------------------- \| \| Чоловіки \| Вік \| Жінки \| \| 147 \| 85 + \| 507 \| \| 203 \| 80-84 \| 627 \| \| 499 \| 75-79 \| 1364 \| \| 943 \| 70-74 \| 1777 \| \| 1150 \| 65-69 \| 1851 \| \| 1145 \| 60-64 \| 1799 \| \| 904 \| 55-59 \| 1125 \| \| 1173 \| 50-54 \| 1311 \| \| 1470 \| 45-49 \| 1489 \| \| 1985 \| 40-44 \| 1895 \| \| 1905 \| 35-39 \| 1781 \| \| 1783 \| 30-34 \| 1608 \| \| 1675 \| 25-29 \| 1588 \| \| 1626 \| 20-24 \| 1644 \| \| 2012 \| 15-20 \| 1946 \| \| 2050 \| 10-14 \| 1920 \| \| 1725 \| 5-9 \| 1676 \| \| 1286 \| 0-4 \| 1280 \| |        |             |       |       |       |       |          |
| Статево-вікова піраміда |        |             |       |       |       |       |          |
| Чоловіки | Вік    | Жінки       |       |       |       |       |          |
| 147 | 85 +   | 507         |       |       |       |       |          |
| 203 | 80-84  | 627         |       |       |       |       |          |
| 499 | 75-79  | 1364        |       |       |       |       |          |
| 943 | 70-74  | 1777        |       |       |       |       |          |
| 1150 | 65-69  | 1851        |       |       |       |       |          |
| 1145 | 60-64  | 1799        |       |       |       |       |          |
| 904 | 55-59  | 1125        |       |       |       |       |          |
| 1173 | 50-54  | 1311        |       |       |       |       |          |
| 1470 | 45-49  | 1489        |       |       |       |       |          |
| 1985 | 40-44  | 1895        |       |       |       |       |          |
| 1905 | 35-39  | 1781        |       |       |       |       |          |
| 1783 | 30-34  | 1608        |       |       |       |       |          |
| 1675 | 25-29  | 1588        |       |       |       |       |          |
| 1626 | 20-24  | 1644        |       |       |       |       |          |
| 2012 | 15-20  | 1946        |       |       |       |       |          |
| 2050 | 10-14  | 1920        |       |       |       |       |          |
| 1725 | 5-9    | 1676        |       |       |       |       |          |
| 1286 | 0-4    | 1280        |       |       |       |       |          |

Національний склад населення за даними перепису 2001 року:
| Національність | Кількість осіб | Відсоток |
| -------------- | -------------- | -------- |
| українці       | 50427          | 99,13 %  |
| росіяни        | 280            | 0,55 %   |
| поляки         | 75             | 0,15 %   |
| білоруси       | 22             | 0,04 %   |
| інші           | 67             | 0,13 %   |

Мовний склад населення за даними перепису 2001 року:
| Мова       | Кількість осіб | Відсоток |
| ---------- | -------------- | -------- |
| українська | 50546          | 99,36 %  |
| російська  | 239            | 0,47 %   |
| польська   | 22             | 0,04 %   |
| білоруська | 13             | 0,03 %   |
| угорська   | 10             | 0,02 %   |
| інші       | 41             | 0,08 %   |

## Політика
25 травня 2014 року відбулися Президентські вибори України. У межах Буського району було створено 62 виборчі дільниці. Явка на виборах складала — 80,67 % (проголосували 29 706 із 36 826 виборців). Найбільшу кількість голосів отримав Петро Порошенко — 65,55 % (19 473 виборців); Юлія Тимошенко — 16,74 % (4 974 виборців), Олег Ляшко — 7,27 % (2 161 виборців), Анатолій Гриценко — 4,55 % (1 351 виборців). Решта кандидатів набрали меншу кількість голосів. Кількість недійсних або зіпсованих бюлетенів — 0,63 %.
31 березня 2019 року відбулися Президентські вибори України. Явка на виборах складала — 73,03 % (проголосували 23 608 із 32 326 виборців). Найбільшу кількість голосів отримав Петро Порошенко — 29,64 % (6 933 виборців); Юлія Тимошенко — 20,48 % (4 791 виборців), Анатолій Гриценко — 19,43 % (4 544 виборців), Володимир Зеленський — 11,66 % (2 726 виборців), Олег Ляшко — 6,43 % (1 503 виборців). Решта кандидатів набрали меншу кількість голосів.

## Галерея

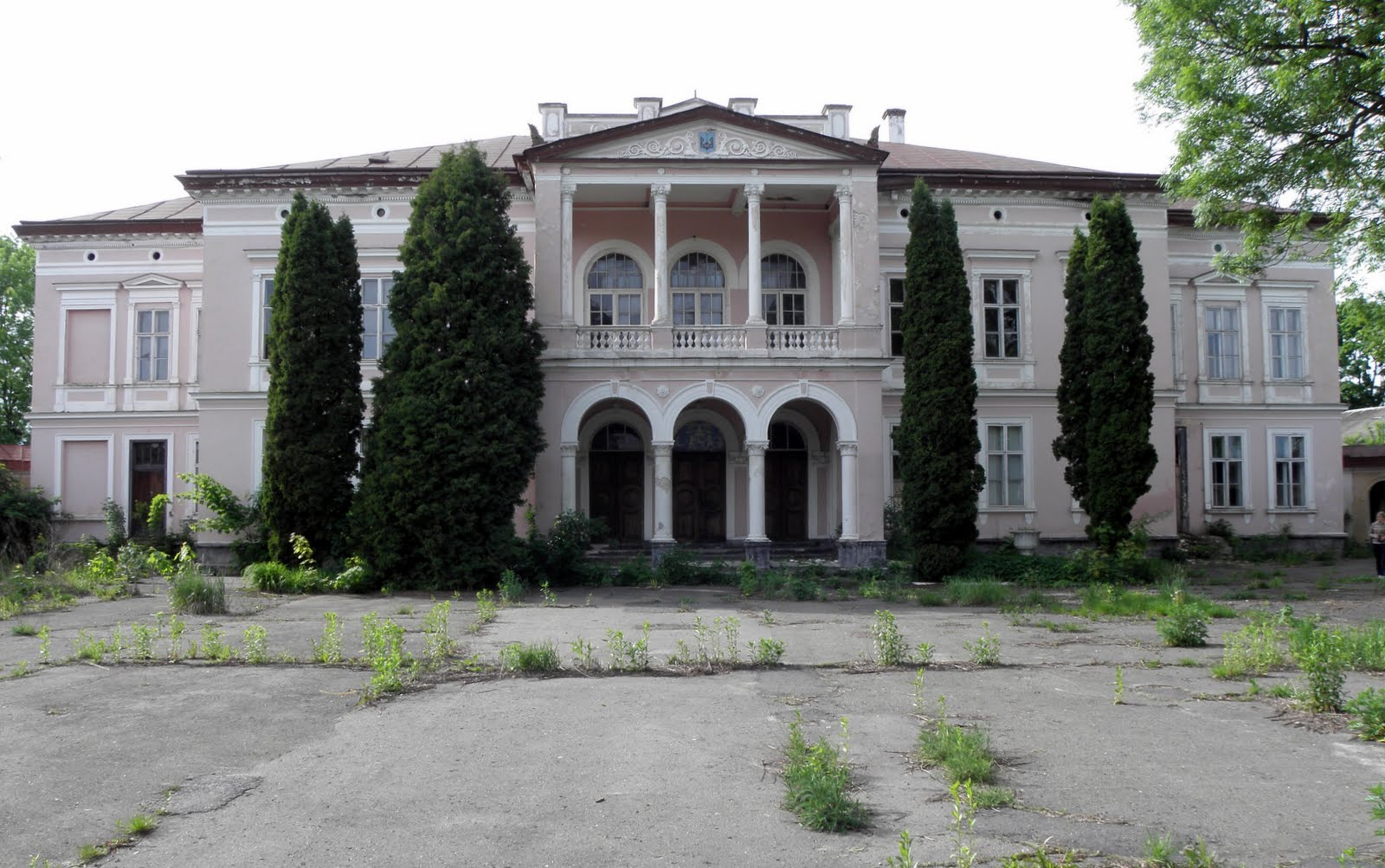
Палац графа Бадені 19 ст у Буську
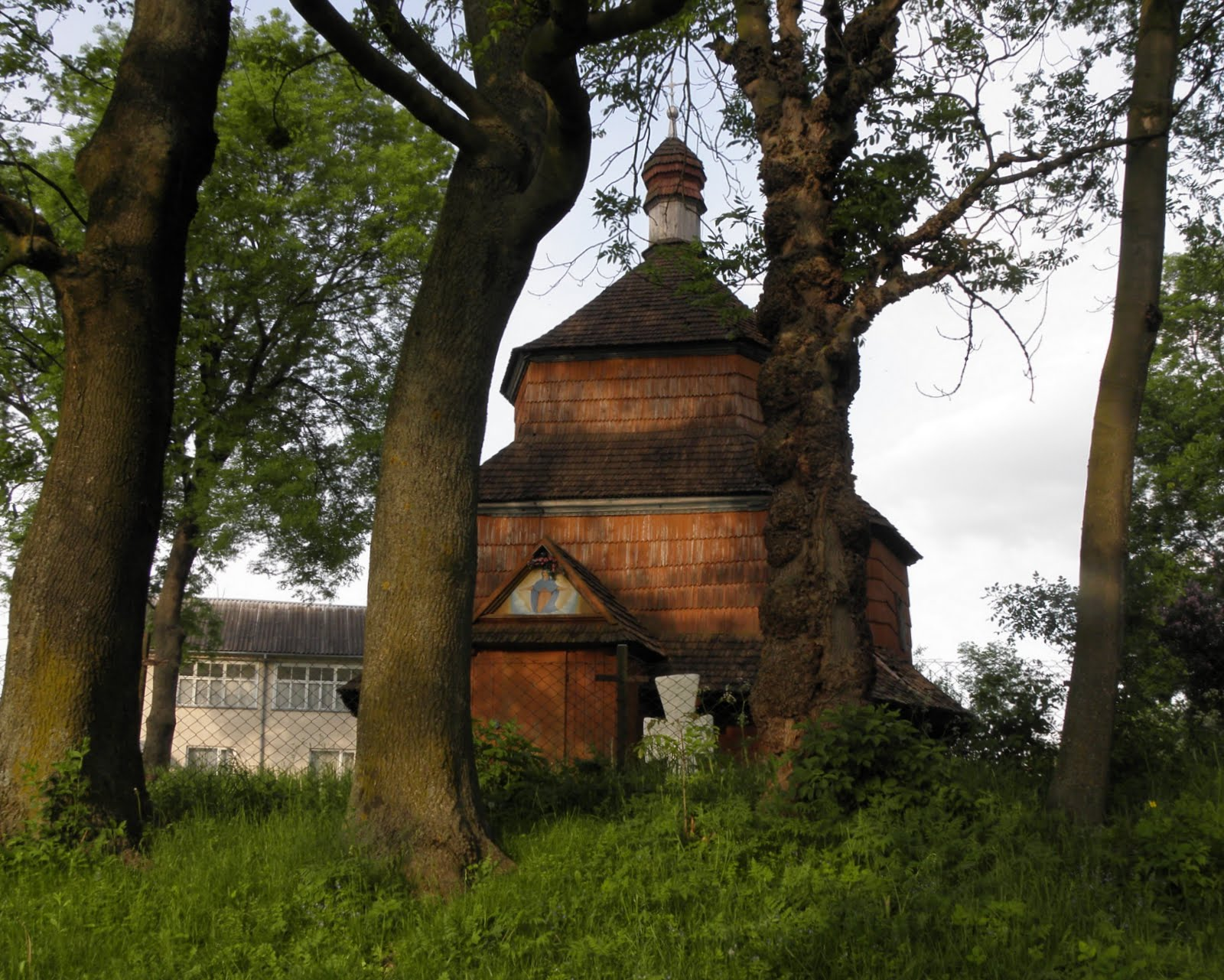
Дерев'яна церква св. Параскеви у Буську
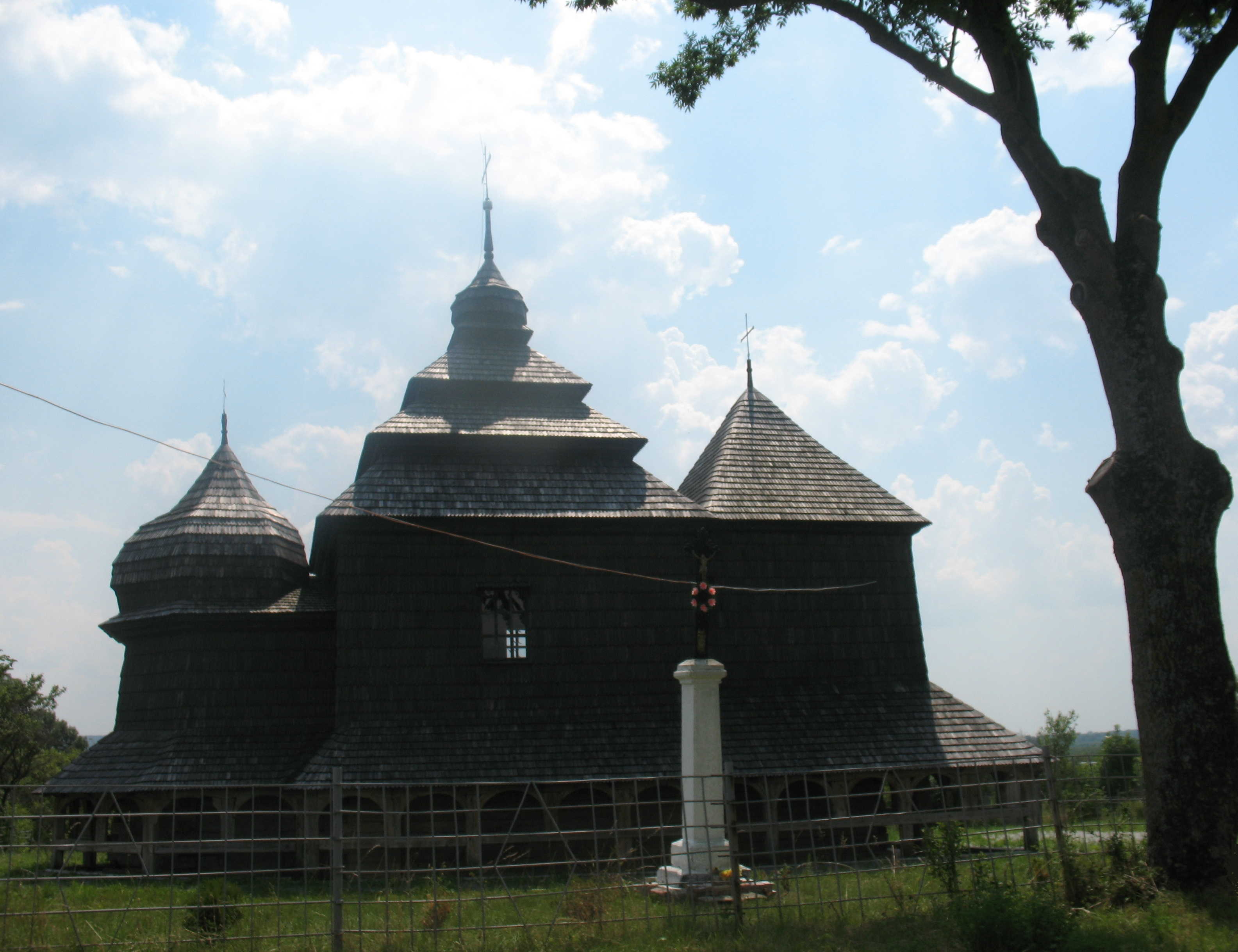
Храм святого архістратига Михаїла в селі Кути